# Jokertown Shuffle
Jokertown Shuffle (titre original : Jokertown Shuffle) est une anthologie de nouvelles rassemblées par George R. R. Martin. Ce recueil est paru le 1er août 1991 en version originale aux éditions Bantam Spectra puis a été traduit en français et a paru le 5 février 2020 aux éditions J'ai lu dans la collection Nouveaux Millénaires. Le livre est composé de sept nouvelles, certaines étant entrelacées avec d'autres.
Jokertown Shuffle est le neuvième volume de la saga uchronique Wild Cards mettant en scène des super-héros dans un XXe siècle où, le 15 septembre 1946, un virus extra-terrestre capable de réécrire l’ADN humain est libéré au-dessus de New York et décime 90 % de la population qu'il touche. Les rares survivants épargnés possèdent des super-pouvoirs, on les appelle « As », tandis que les autres sont victimes de difformités plus ou moins avancées, on les appelle « Joker ».

## Contenu
- La Tentation de Jérôme Bouffi I, 2020 ((en) The Temptation of Heironymous Bloat: I, 1991) par Stephen Leigh
- Et espérer mourir, 2020 ((en) And Hope to Die, 1991) par John J. Miller
- La Tentation de Jérôme Bouffi II, 2020 ((en) The Temptation of Heironymous Bloat: II, 1991) par Stephen Leigh
- Amants I, 2020 ((en) Lovers: I, 1991) par Melinda Snodgrass
- La Tentation de Jérôme Bouffi III, 2020 ((en) The Temptation of Heironymous Bloat: III, 1991) par Stephen Leigh
- Amants II, 2020 ((en) Lovers: II, 1991) par Melinda Snodgrass
- La Tentation de Jérôme Bouffi IV, 2020 ((en) The Temptation of Heironymous Bloat: IV, 1991) par Stephen Leigh
- Un fou au fil de l'eau, 2020 ((en) Madman Across the Water, 1991) par Victor Milán
- La Tentation de Jérôme Bouffi V, 2020 ((en) The Temptation of Heironymous Bloat: V, 1991) par Stephen Leigh
- Amants III, 2020 ((en) Lovers: III, 1991) par Melinda Snodgrass
- La Tentation de Jérôme Bouffi VI, 2020 ((en) The Temptation of Heironymous Bloat: VI, 1991) par Stephen Leigh
- Tandis que les noirs agents de la nuit vers leurs proies se hérissent I, 2020 ((en) While Night's Black Agents Their Preys Do Rouse: I, 1991) par Walter Jon Williams
- La Tentation de Jérôme Bouffi VII, 2020 ((en) The Temptation of Heironymous Bloat: VII, 1991) par Stephen Leigh
- Cavaliers, 2020 ((en) Riders, 1991) par Lewis Shiner
- Personne ne le fait seul, 2020 ((en) Nobody Does It Alone, 1991) par Walton Simons (en)
- La Tentation de Jérôme Bouffi VIII, 2020 ((en) The Temptation of Heironymous Bloat: VIII, 1991) par Stephen Leigh
- Amants IV, 2020 ((en) Lovers: IV, 1991) par Melinda Snodgrass
- La Tentation de Jérôme Bouffi IX, 2020 ((en) The Temptation of Heironymous Bloat: IX, 1991) par Stephen Leigh
- Tandis que les noirs agents de la nuit vers leurs proies se hérissent II, 2020 ((en) While Night's Black Agents Their Preys Do Rouse: II, 1991) par Walter Jon Williams
- Amants V, 2020 ((en) Lovers: V, 1991) par Melinda Snodgrass
- La Tentation de Jérôme Bouffi X, 2020 ((en) The Temptation of Heironymous Bloat: X, 1991) par Stephen Leigh
- Amants VI, 2020 ((en) Lovers: VI, 1991) par Melinda Snodgrass
- La Tentation de Jérôme Bouffi XI, 2020 ((en) The Temptation of Heironymous Bloat: XI, 1991) par Stephen Leigh

## Éditions
- Jokertown Shuffle, Bantam Spectra, 1er août 1991, 390 p.  (ISBN 0-553-29174-2)
- Jokertown Shuffle, J'ai lu, coll. « Nouveaux Millénaires », 5 février 2020, trad. Sébastien Guillot, 352 p.  (ISBN 978-2-290-15212-6)